# Lista de vereadores de Eldorado do Sul
Esta é a lista de vereadores de Eldorado do Sul, município brasileiro do estado do Rio Grande do Sul. O legislativo da cidade é formado por nove representantes, devido ao fato que as cidades passaram a ter um número de vereadores equivalente à sua população.

## Legislatura de 2025–2028
Estes são os vereadores eleitos nas eleições de 6 de outubro de 2024:
| Eleição de 2024 |                          |         |         |             |
| Nº              | Vereador(a) eleito(a)    | Partido | Votação | Votação     |
| Nº              | Vereador(a) eleito(a)    | Partido | Total   | Porcentagem |
| 1               | Igor Trinsi              | PDT     | 1.400   | 7.21%       |
| 2               | Dunga                    | MDB     | 1.258   | 6.48%       |
| 3               | Pastor Léo Kairós        | PDT     | 1.061   | 5.47%       |
| 4               | Claudio Rodrigues Cavalo | MDB     | 1.000   | 5.15%       |
| 5               | Fábio Leal               | PDT     | 850     | 4.38%       |
| 6               | Jorge Rossi              | PSDB    | 800     | 4.12%       |
| 7               | Daiane Gonçalves         | PDT     | 669     | 3.45%       |
| 8               | Daia Pires               | MDB     | 595     | 3.06%       |
| 9               | Rodrigo da Imobiliária   | PSDB    | 537     | 2.77%       |

| Cor | Significado                                                  |
| 1   | primeiro mandato como vereador(a) da cidade                  |
| 2   | segundo mandato (seguido ou não) como vereador(a) da cidade  |
| 3   | terceiro mandato (seguido ou não) como vereador(a) da cidade |
| 4   | quarto mandato (seguido ou não) como vereador(a) da cidade   |

## Legislatura de 2021–2024
Estes são os vereadores eleitos nas eleições de 15 de novembro de 2020:
| Eleição de 2020 |                          |         |         |             |
| Nº              | Vereador(a) eleito(a)    | Partido | Votação | Votação     |
| Nº              | Vereador(a) eleito(a)    | Partido | Total   | Porcentagem |
| 1               | Juliana Carvalho         | MDB     | 1.840   | 10.29%      |
| 2               | Daiane Gonçalves         | PDT     | 1.333   | 7.46%       |
| 3               | Renato Cariello          | MDB     | 1.247   | 6.98%       |
| 4               | Juliano Soares           | PT      | 896     | 5.01%       |
| 5               | Fábio Leal               | PDT     | 868     | 4.86%       |
| 6               | Claudio Rodrigues Cavalo | MDB     | 757     | 4.23%       |
| 7               | Giovani Martim Bombeiro  | PDT     | 712     | 3.98%       |
| 8               | Dunga                    | MDB     | 648     | 3.63%       |
| 9               | Paulo Banana             | PDT     | 642     | 3.59%       |

| Cor | Significado                                                  |
| 1   | primeiro mandato como vereador(a) da cidade                  |
| 2   | segundo mandato (seguido ou não) como vereador(a) da cidade  |
| 3   | terceiro mandato (seguido ou não) como vereador(a) da cidade |

## Legislatura de 2017–2020
Estes são os vereadores eleitos nas eleições de 2 de outubro de 2016:
| Eleição de 2016 |                       |         |         |             |
| Nº              | Vereador(a) eleito(a) | Partido | Votação | Votação     |
| Nº              | Vereador(a) eleito(a) | Partido | Total   | Porcentagem |
| 1               | Vidal Amaral          | PMDB    | 1.004   | 5.10%       |
| 2               | Pastor Gelson         | PDT     | 929     | 4.72%       |
| 3               | Juliano Soares        | PT      | 924     | 4.69%       |
| 4               | Fábio Leal            | PDT     | 766     | 3.89%       |
| 5               | Paulo Banana          | PDT     | 743     | 3.77%       |
| 6               | Tigre                 | PT      | 569     | 2.89%       |
| 7               | Fabiano Pires         | PMDB    | 551     | 2.80%       |
| 8               | Chico Colono          | PMDB    | 479     | 2.43%       |
| 9               | Rogerio Munhoz        | PSB     | 472     | 2.40%       |

| Cor | Significado                                                  |
| 1   | primeiro mandato como vereador(a) da cidade                  |
| 2   | segundo mandato (seguido ou não) como vereador(a) da cidade  |
| 3   | terceiro mandato (seguido ou não) como vereador(a) da cidade |

## Legislatura de 2013–2016
Estes são os vereadores eleitos nas eleições de 7 de outubro de 2012:
| Eleição de 2012 |                             |         |         |             |
| Nº              | Vereador(a) eleito(a)       | Partido | Votação | Votação     |
| Nº              | Vereador(a) eleito(a)       | Partido | Total   | Porcentagem |
| 1               | Paulo Banana                | PDT     | 882     | 4.55%       |
| 2               | Rogerio Munhoz              | PSD     | 707     | 3.65%       |
| 3               | Fábio Leal                  | PDT     | 678     | 3.50%       |
| 4               | João Ferreira               | PDT     | 602     | 3.11%       |
| 5               | Vidal Amaral                | PMDB    | 526     | 2.72%       |
| 6               | Miudinho                    | PSB     | 482     | 2.49%       |
| 7               | Tigre                       | PT      | 454     | 2.34%       |
| 8               | João Carlos (João da Caixa) | PMDB    | 451     | 2.33%       |
| 9               | Chico Colono                | PMDB    | 351     | 1.81%       |

| Cor | Significado                                                  |
| 1   | primeiro mandato como vereador(a) da cidade                  |
| 2   | segundo mandato (seguido ou não) como vereador(a) da cidade  |
| 3   | terceiro mandato (seguido ou não) como vereador(a) da cidade |
| 4   | quarto mandato (seguido ou não) como vereador(a) da cidade   |

## Legislatura de 2009–2012
Estes são os vereadores eleitos nas eleições de 5 de outubro de 2008:
| Eleição de 2008 |                                 |         |         |
| Nº              | Vereador(a) eleito(a)           | Partido | Votação |
| 1               | João Ferreira                   | PDT     | 813     |
| 2               | Para da Capoeira (Edem Cezario) | PMDB    | 721     |
| 3               | Romeu Wilhelm                   | PDT     | 662     |
| 4               | Rogerio Munhoz                  | PDT     | 614     |
| 5               | Chico Colono                    | PMDB    | 520     |
| 6               | Domingos Savio Salvador         | PSB     | 452     |
| 7               | José Carlos Souza da Silva      | PMDB    | 433     |
| 8               | Paulo Cesar Batista             | PPS     | 284     |
| 9               | Noemi da Silva Roque            | PSC     | 259     |

| Cor | Significado                                                  |
| 1   | primeiro mandato como vereador(a) da cidade                  |
| 2   | segundo mandato (seguido ou não) como vereador(a) da cidade  |
| 3   | terceiro mandato (seguido ou não) como vereador(a) da cidade |

## Legislatura de 2005–2008
Estes são os vereadores eleitos nas eleições de 3 de outubro de 2004:
| Eleição de 2004 |                             |         |         |
| Nº              | Vereador(a) eleito(a)       | Partido | Votação |
| 1               | João Carlos (João da Caixa) | PMDB    | 754     |
| 2               | Romeu Wilhelm               | PDT     | 730     |
| 3               | Alvaro de Souza             | PSDB    | 615     |
| 4               | Vera Lucia Garcia           | PDT     | 597     |
| 5               | Ademir Marques              | PT      | 487     |
| 6               | Jose Waldir Oliveira        | PMDB    | 479     |
| 7               | Claudiomiro Kraschefski     | PDT     | 463     |
| 8               | João Ari Strapazzon         | PSB     | 434     |
| 9               | Domingos Savio Salvador     | PSB     | 321     |

| Cor | Significado                                                  |
| 1   | primeiro mandato como vereador(a) da cidade                  |
| 2   | segundo mandato (seguido ou não) como vereador(a) da cidade  |
| 3   | terceiro mandato (seguido ou não) como vereador(a) da cidade |

## Legislatura de 2001–2004
Estes são os vereadores eleitos nas eleições de 1º de outubro de 2000:
| Eleição de 2000 |                                                |         |         |
| Nº              | Vereador(a) eleito(a)                          | Partido | Votação |
| 1               | Guaraci Savino Meleu                           | PSDB    | 701     |
| 2               | Maria de Lurdes Ferri Conzatti                 | PSDB    | 513     |
| 3               | João Carlos (João da Caixa)                    | PMDB    | 489     |
| 4               | Carlos Benvindo Myriel Rodrigues               | PPS     | 453     |
| 5               | Romeu Wilhelm                                  | PSB     | 447     |
| 6               | Chico Rolim (Francisco Roberto Rolim de Ávila) | PMDB    | 403     |
| 7               | Valdomiro Chaves de Oliveira                   | PSDB    | 383     |
| 8               | Anibaldo Carvalho                              | PSB     | 372     |
| 9               | Paulo Estanislao Reckziegel                    | PPB     | 301     |
| 10              | Sergio Luiz Costa                              | PDT     | 301     |
| 11              | Sergio Munhoz                                  | PT      | 287     |

| Cor | Significado                                                  |
| 1   | primeiro mandato como vereador(a) da cidade                  |
| 2   | segundo mandato (seguido ou não) como vereador(a) da cidade  |
| 3   | terceiro mandato (seguido ou não) como vereador(a) da cidade |

## Legislatura de 1997–2000
Estes são os vereadores eleitos nas eleições de 3 de outubro de 1996:
| Eleição de 1996 |                                  |         |         |             |
| Nº              | Vereador(a) eleito(a)            | Partido | Votação | Votação     |
| Nº              | Vereador(a) eleito(a)            | Partido | Total   | Porcentagem |
| 1               | Manoel Ineia Ferreira Braga      | PDT     | 621     | 5.31%       |
| 2               | Valdomiro Chaves De Oliveira     | PDT     | 482     | 4.12%       |
| 3               | Gelso Roque Costantin            | PDT     | 403     | 3.45%       |
| 4               | Ademar Roque                     | PSDB    | 299     | 2.56%       |
| 5               | José Carlos Souza Da Silva       | PMDB    | 298     | 2.55%       |
| 6               | João Carlos (João da Caixa)      | PMDB    | 285     | 2.44%       |
| 7               | José Delmar Da Rosa              | PTB     | 244     | 2.09%       |
| 8               | Joel Antônio Lopes Ferri         | PSDB    | 243     | 2.08%       |
| 9               | João Antônio Lopes               | PT      | 242     | 2.07%       |
| 10              | Maria de Lurdes Ferri Conzatti   | PSDB    | 211     | 1.80%       |
| 11              | Carlos Benvindo Myriel Rodrigues | PTB     | 186     | 1.59%       |

| Cor | Significado                                                  |
| 1   | primeiro mandato como vereador(a) da cidade                  |
| 2   | segundo mandato (seguido ou não) como vereador(a) da cidade  |
| 3   | terceiro mandato (seguido ou não) como vereador(a) da cidade |

## Legislatura de 1993–1996
Estes são os vereadores eleitos nas eleições de 3 de outubro de 1992:
| Eleição de 1992 |                                  |         |         |
| Nº              | Vereador(a) eleito(a)            | Partido | Votação |
| 1               | Anibaldo Carvalho                | PDT     | 365     |
| 2               | Miguel Carvalho                  | PDT     | 318     |
| 3               | Marino Natal Foleto Venturini    | PDT     | 293     |
| 4               | Valdomiro Chaves de Oliveira     | PSB     | 277     |
| 5               | Gelso Roque Constantin           | PDT     | 274     |
| 6               | Odyr de Oliveira dos Santos      | PST     | 177     |
| 7               | Carlos Benvindo Myriel Rodrigues | PDT     | 147     |
| 8               | Paulo Estanislau Rieckziegel     | PDS     | 105     |
| 9               | Eracy Eccel                      | PMDB    | 103     |

| Cor | Significado                                                 |
| 1   | primeiro mandato como vereador(a) da cidade                 |
| 2   | segundo mandato (seguido ou não) como vereador(a) da cidade |

## Legislatura de 1989–1992
Estes são os vereadores eleitos nas eleições de 15 de novembro de 1988:
| Eleição de 1988 |                                                |         |         |
| Nº              | Vereador(a) eleito(a)                          | Partido | Votação |
| 1               | Gelson Roque Constantin                        | PDT     | 547     |
| 2               | Guaraci Savino Meleu                           | PTB     | 302     |
| 3               | Paulo Alvear dos Santos Lobato                 | PDT     | 288     |
| 4               | Jorge Vanário Gomes                            | PMDB    | 251     |
| 5               | Ernani de Freitas Gonçalves                    | PDT     | 245     |
| 6               | Margenato Graciel Schneider de Matos           | PST     | 236     |
| 7               | Pedro Roberto dos Santos Pires                 | PDT     | 176     |
| 8               | Maria do Carmo Correa Maciel                   | PMDB    | 138     |
| 9               | Chico Rolim (Francisco Roberto Rolim de Ávila) | PMDB    | 126     |